# بردة زي عليا
بردة زي عليا هي قرية في مقاطعة أرومية، إيران. عدد سكان هذه القرية هو 352 في سنة 2006.